# Каплиця святого Володимира
Каплиця святого Володимира — пам'ятка архітектури місцевого значення у м. Володимир (Волинська область). Розташована на перехресті вулиць Соборна та Данила Галицького.

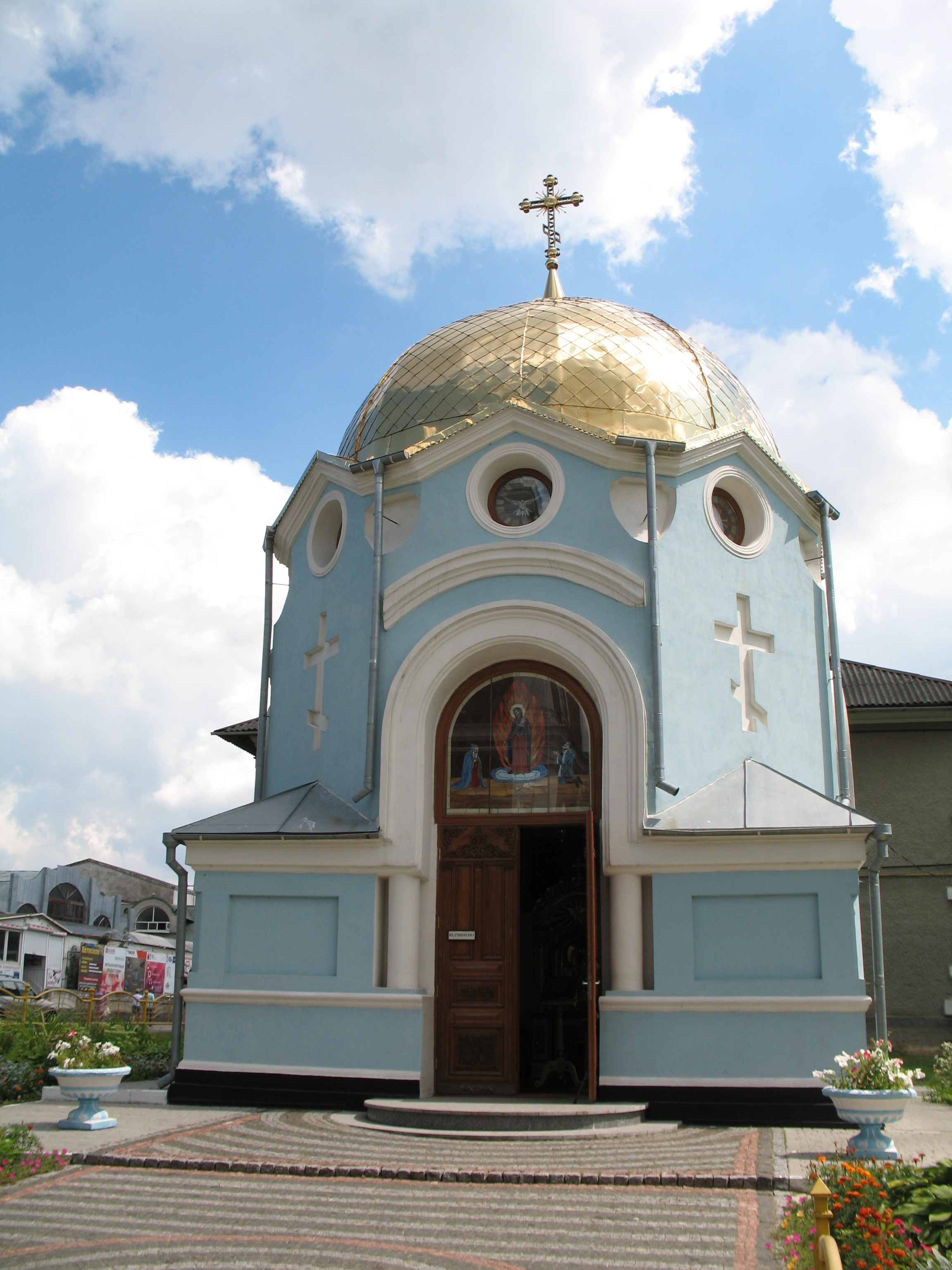

## Історія
Збудована у 1892 р. у памʼять про аварію потягу з російським імператором Олександром III 17 жовтня 1888 р. та інцидент з російським цесаревичем Миколою Олександровичем в японському місті Оцу 29 квітня 1891 р.
Існує доволі поширена думка, що каплиця зведена 1888 р. на честь 900-річчя Хрещення Русі. Однак ця версія не підтверджена історичними джерелами.
У радянський час у будівлі працював планетарій.
На даний час відновлено культовий статус. Належить до Української православної церкви.

## Опис
У проекті каплиці використана форма купола давньоруського храму. Чотирикутна кам'яна каплиця має восьмигранне завершення з арками у вигляді трикутних кокошників з круглими слуховими вікнами у них. Дах сферичний з невеликою маківкою. Вікна мають арочні завершення. Побудована вона в російсько-візантійському стилі, її купол нагадує шолом давньоруського воїна.
У 2013 р. відбулась реконструкція.